# Maffei (Familienname)
Maffei ist ein italienischer Familienname.

## Herkunft und Bedeutung
Maffei ist ein patronymischer Familienname, der sich vom italienischen Vornamen Maffeo ableitet.

## Namensträger
- Alessandro Maffei (1662–1730), deutscher General
- Andrea Maffei (1798–1885), italienischer Adliger und Librettist
- Antonio Maffei (Bildhauer) (um 1530–1601), italienischer Holzschnitzer und Bildhauer
- Antonio Maffei (Historiker) (1805–1891), italienischer Historiker und Kunsthistoriker
- Antonio Maffei da Volterra (1450–1478), italienischer Geistlicher und Notar
- Arturo Maffei (1909–2006), italienischer Leichtathlet
- Bernardino Maffei (1514–1553), italienischer Geistlicher, Erzbischof von Chieti und Kardinal
- Cecilia Maffei (* 1984), italienische Shorttrackerin
- Clara Maffei (1814–1886), italienische Salonnière
- Dan Maffei (* 1968), US-amerikanischer Politiker (Demokratische Partei)
- Fabrizio Maffei (* 1955), italienischer Journalist
- Francesco Maffei (1605–1660), italienischer Maler
- Giovan Pietro Maffei (1536–1603), italienischer Jesuit und Prediger
- Guido von Maffei (1838–1922), deutscher Maler
- Hugo von Maffei (1836–1921), deutscher Bankier
- Ivano Maffei (* 1958), italienischer Radrennfahrer
- Joseph Anton von Maffei (1790–1870), deutscher Unternehmer
- Marcantonio Maffei (1521–1583), italienischer Kardinal
- Mario Maffei (1918–2001), italienischer Regisseur
- Michele Maffei (* 1946), italienischer Fechter
- Orazio Maffei (1580–1609), italienischer Kardinal
- Paolo Maffei (1926–2009), italienischer Astronom
- Paolo Alessandro Maffei (1653–1716), italienischer Schriftsteller und Altertumsforscher
- Peter Paul von Maffei (1754–1836), deutscher Bankier, Großhändler und Tabakwarenfabrikant
- Raffaello Maffei (1451–1522), italienischer Theologe und Humanist
- Scipione Maffei (1675–1755), italienischer Historiker, Autor und Diplomatiker
- Timoteo Maffei (um 1415–1470), italienischer geistlicher, Erzbischof von Mailand und Ragusa